# Стефан Николов (полковник)
Вижте пояснителната страница за други личности с името Стефан Николов.
Стефан Николов Николов с псевдоними Игнатий Лойола, Скендер бег, Тепайволци е български офицер, полковник и революционер, деец на Върховния македоно-одрински комитет.

## Биография
Николов е роден в българския град Прилеп (днес в Северна Македния) на 9 септември 1859 или на 30 септември 1860 година. В 1880 година завършва Военното училище в София.
Участва в Сръбско българската война като дружинен командир в Трети пехотен бдински полк. След войната остава инвалид и заради това и заради пословичната му твърдост получава прякора Игнатий Лойола.
Служи в трета пехотна дружина, девета пехотна дружина, 19-и и 6-и пехотни полкове. Става член на тайните офицерски братства, работещи за освобождението на Македония и Одринска Тракия. Уволнява се на 3 септември 1900 година и се отдава изцяло на каузата на Върховния македоно-одрински комитет на генерал Иван Цончев. През юли 1901 година в Гърция се запознава с Васил Чекаларов и му казва, че главната му цел е да се сменят задграничните представители на ВМОРО Гьорче Петров и Гоце Делчев.
След разцеплението на комитета застава на страната на генерал Цончев, срещу Борис Сарафов.
В 1902 година, в навечерието на Горноджумайското въстание излиза в редовен полагаем отпуск, а след изтичането му подава заявление за излизане в запас и участва във въстанието, като е началник на въстаническия щаб. Интерниран е заедно с Иван Цончев, поручик Софроний Стоянов и мичман Тодор Саев от българското правителство под натиск от Великите сили.
По време на Илинденското въстание с чета на ВМОК Николов взима участие в сраженията по долината на Струма. В 1905 година отново навлиза с чета в Македония. След Младотурската революция в 1908 година отново заминава за Македония, за да придобие впечатление от резултатите от Хуриета.
След завръщането си в България продължава да работи за македонската революция. Според Ангел Динев към 1912 година Николов е начело на една от трите състезаващи се „върховистки групировки“ заедно с тези на Константин Дзеков (в Гевгелийско, Воденско и Ениджевардарско) и Христо Матов (в Скопско, Битолско и Солунско). Влиянието на Стефан Николов е в Горноджумайско, Малешевско и Сярско. Неговата върховистка групировка има най-силна подкрепа от българското правителство.
Участва в Балканската война като командир на Първа бригада на Македоно-одринското опълчение, като се сражава при Малгара и Шаркьой, а през Междусъюзническата война е в Сборната партизанска рота, като се сражава при Кратово, в Осогово и на Повиен. Кавалер е на офицерския орден „За храброст“ ІІІ степен.
Умира на 12 април 1915 година. Михаил Думбалаков го нарича „голям българин и витяз на духа... един от малкото избрани водачи на македонската революционна борба“.

## Военни звания
- Подпоручик (30 август 1880)
- Поручик (30 август 1883)
- Капитан (24 март 1886)
- Майор (2 август 1890)
- Подполковник (1894)
- Полковник